# Samantha Win
Samantha Win Tjhia, nota anche come Samantha Jo (Barrie, 29 marzo 1991), è un'attrice e artista marziale canadese, ex atleta di wushu taolu.
Dopo la sua carriera agonistica, si è dedicata alla recitazione e nel 2012 ha debuttato come attrice nel ruolo di Kitana in Mortal Kombat: Legacy, seguita dal ruolo di Car-Vex in Man of Steel del 2013. Da allora è apparsa in vari progetti, incluso un ruolo da protagonista come Chambers nel film di Zack Snyder del 2021, Army of the Dead . Nel 2021 reciterà anche in The Dresden Sun di Michael Ryan.

## Vita e carriera
Win è nata a Barrie, Ontario, da una famiglia cinese canadese . Si è allenata nelle arti marziali dall'età di quattro anni poiché sua madre era cintura nera nel jiu-jitsu stessa, facendo anche jiu-jitsu prima di dedicarsi al wushu quando ha compiuto 12 anni. In questo momento è anche apparsa in diversi annunci stampati per bambini per Sears Company ed in vari spot pubblicitari di giocattoli. Win è poi diventata una studente del Sunny Tang Martial Arts Center di Toronto e un membro del team di performance di arti marziali del Team Ryouko con sede a Newmarket . Era membro della Canadian National Wushu Team, ed è stata medaglia di bronzo ai Campionati Mondiali di Wushu 2007 e una doppia medaglia d'oro ai Campionati Panamericani di Wushu . Ha anche partecipato al torneo Wushu di Pechino 2008 . È stata quindi reclutata come stuntman per i film di Hollywood a causa della sua vasta formazione. Dopo essersi trasferita a Los Angeles, Win ha continuato la sua formazione studiando con alcuni dei tanti grandi insegnanti di recitazione e si è persino avvicinata al teatro di Los Angeles, interpretando il ruolo di "Catherine" nella produzione della Thursday Night Theatre Company di A View from the Bridge di Arthur Miller . . Dal 2019 vive a Los Angeles, negli Stati Uniti.

## Vita privata
Sposata a Allen Jo nel 2011, divorzia nel 2019

## Filmografia

### Attrice

#### Film
- Man of Steel (2013) come Car-Vex
- Wonder Woman (2017) come Eubea
- Snow Steam Iron (2017) come Lin Woo
- Justice League (2017) come Eubea
- Circle of Stone (2018) come Padilla
- Justice League (2021) di Zack Snyder nel ruolo di Eubea
- Army of the Dead (2021) come Chambers
- The Dresden Sun (riprese in corso) come Z[2]

#### Televisione
- Agent X (2015) (stagione 1) come Juju Yang
- Warrior (2015) (pilota NBC) come Amelie
- Arma letale (2019) (stagione 3) come Eve
- Arrow (2019) ( stagione 7 ) come Beatrice

#### Serie web
- Mortal Kombat: Legacy (2011) (stagione 1) come Kitana
- Mortal Kombat: Legacy II (2013) (stagione 2) come Kitana

#### Videogiochi
- Ninja Gaiden 3 (2012) come Ayane e Momiji (motion capture)
- Resident Evil 6 (2012)
- Call of Duty: Advanced Warfare (2017)

### Stunt

#### Film
- Il re dei combattenti (2010)
- Scott Pellegrino contro il mondo (2010)
- Nel tempo (2011)
- Sucker Punch (2011) - per conto di Jena Malone (Rocket)
- Sicuro (2012)
- The Twilight Saga: Breaking Dawn - Parte 2 (2012) - per conto di Kristen Stewart ( Bella Swan )
- L'uomo d'acciaio (2013) - per conto di Antje Traue (Faora)
- 300: L'ascesa di un impero (2014) - per conto di Eva Green ( Artemisia )

#### Televisione
- Aaron Stone (2009) (episodi "Saturday Fight Fever" e "Hunt Me? Hunt You!" )
- Supah Ninjas (2011) (episodio "Morningstar Academy")
- Suburgatory (2013) (episodio "Apocalypse Meow")
- Agenti dello SHIELD della Marvel (2014)